# جو برافو
جو برافو (بالإنجليزية: Joe Bravo)‏ هو فارس أمريكي، ولد في 10 سبتمبر 1971 في لونغ برانش في الولايات المتحدة.